# Stadionul Wembley
Stadionul Wembley (cunoscut ca Wembley Stadium connected by EE din motive comerciale) este un stadion de fotbal din Wembley Park, Londra, Anglia. El a fost deschis în 2007, și a fost construit pe locul vechiului Stadion Wembley care a fost demolat în 2003. Arena găzduiește meciuri importante de fotbal cum ar fi finalele FA Cup și meciurile de acasă ale echipei naționale de fotbal a Angliei.
Stadionul Wembley este un stadion de categoria a patra UEFA. Având 90.000 de locuri, el este al doilea stadion după mărime din Europa. Stadionul este deținut de către The Football Association prin filiala sa Wembley National Stadium Ltd (WNSL).
Arena a fost proiectată de HOK Sport (cunoscuți ca Populous din 2009) și Foster and Partners, și include un acoperiș parțial retractabil și Arca Wembley de 134 m înălțime. Stadionul a fost construit de către firma australiană Multiplex contra sumei de 798 milioane £.

## Galerie

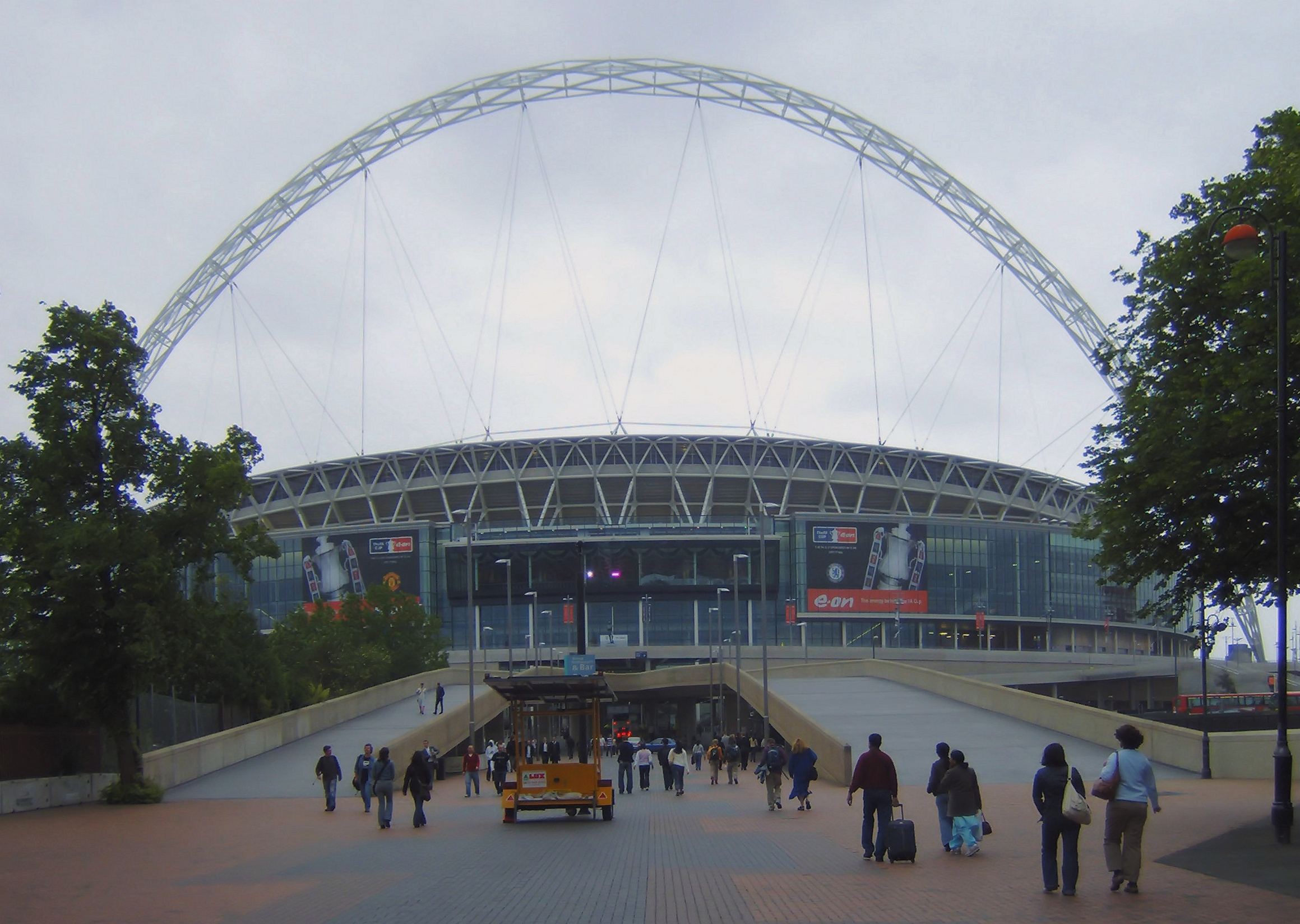
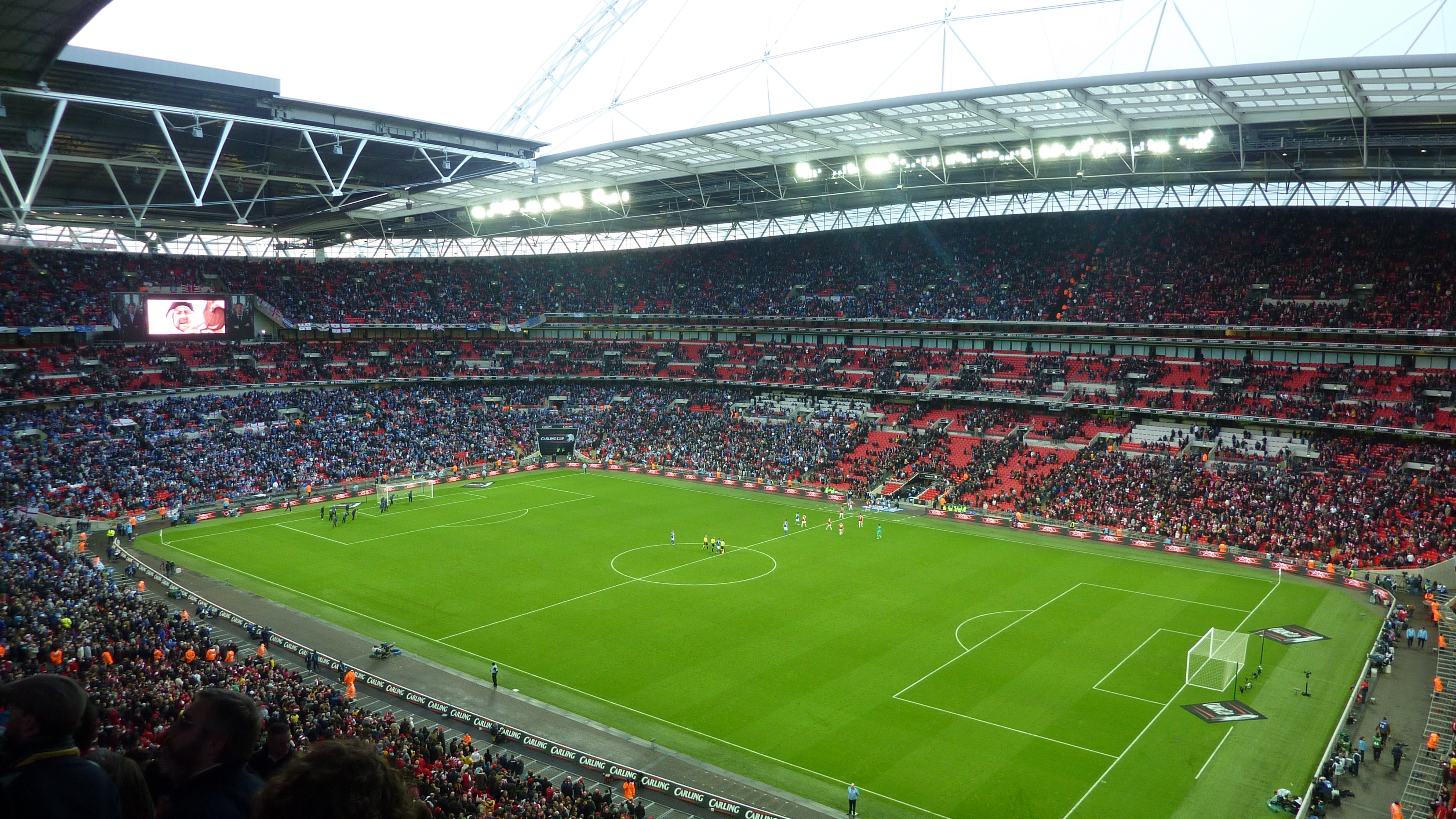
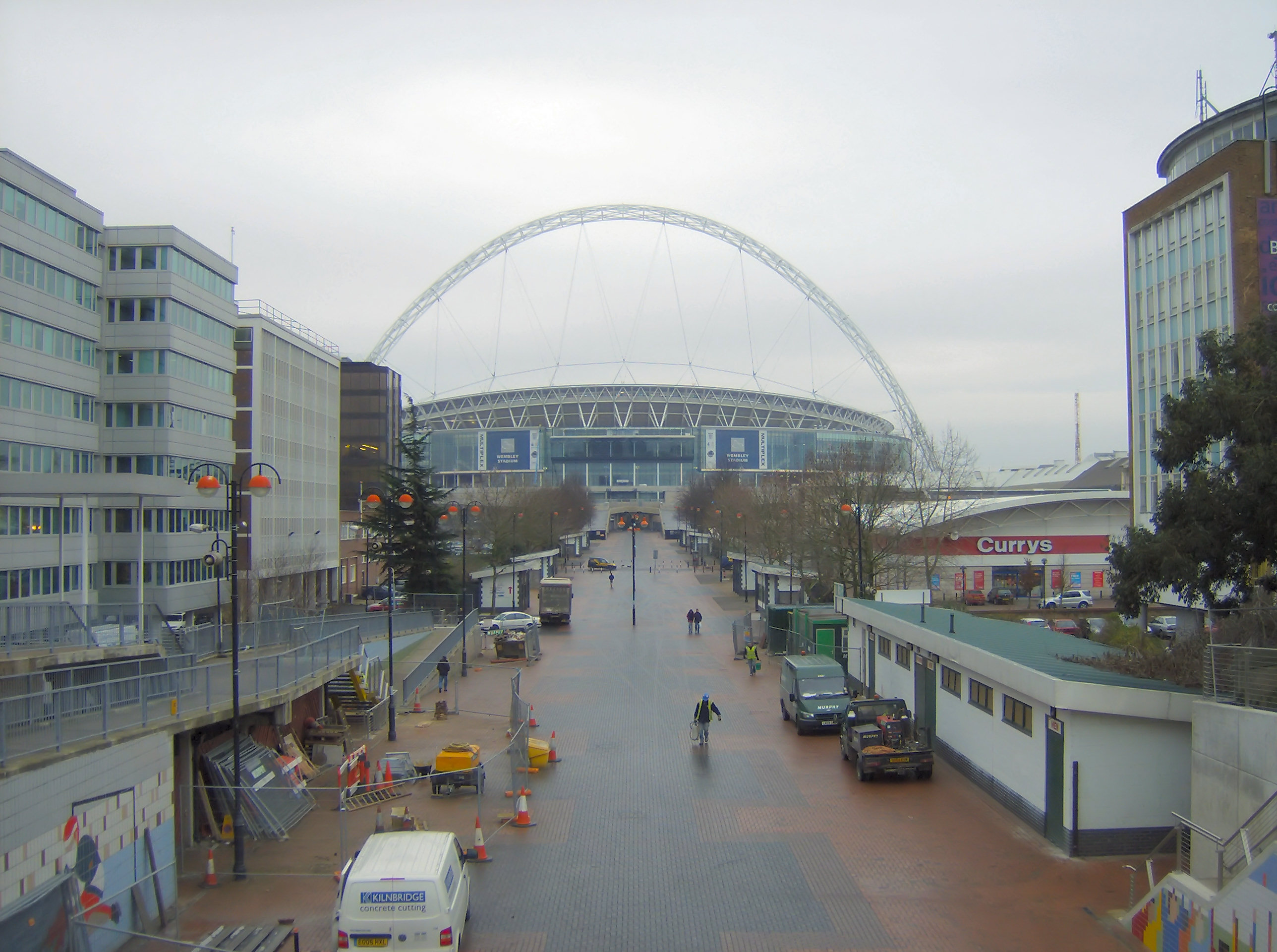
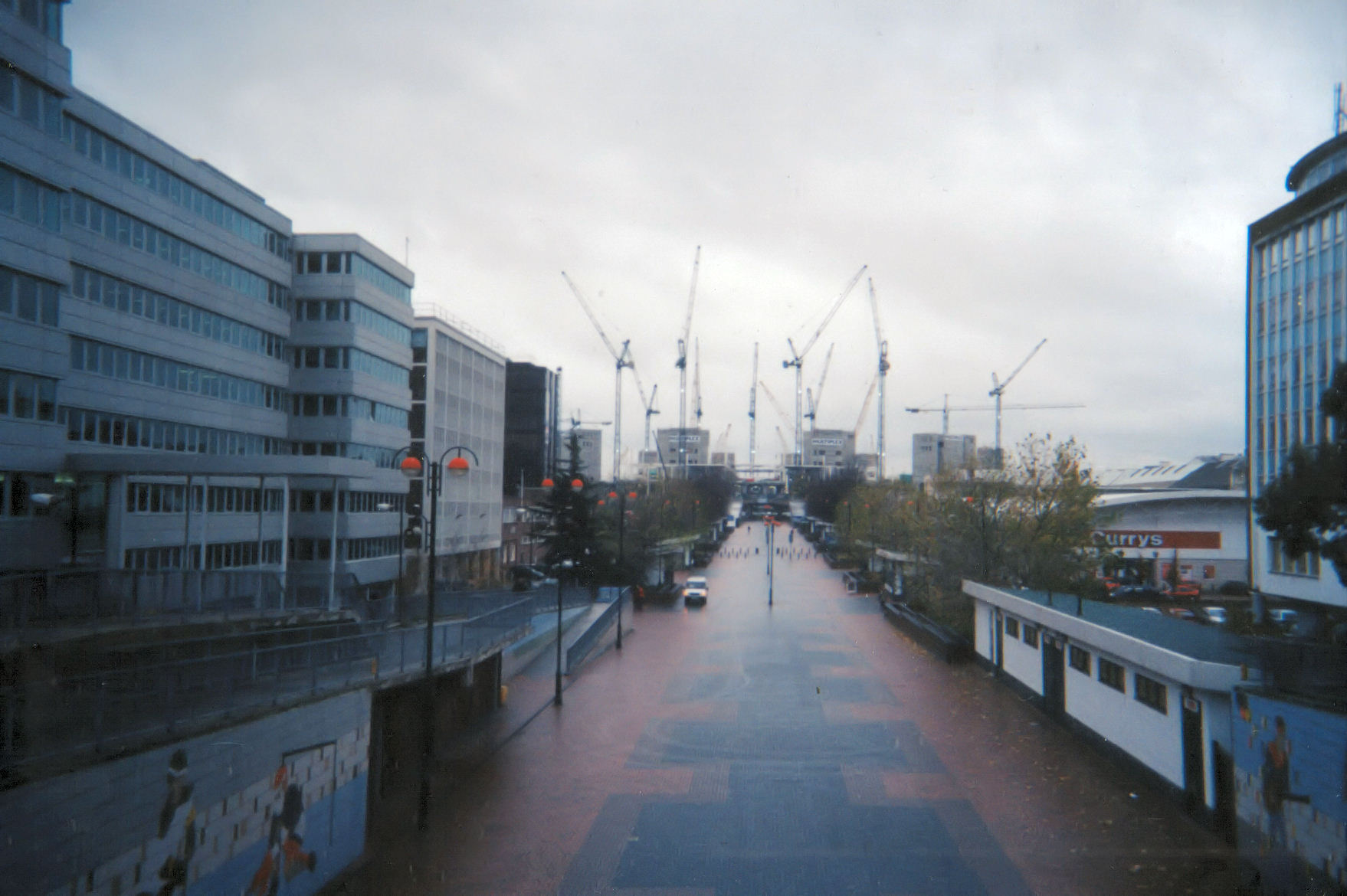
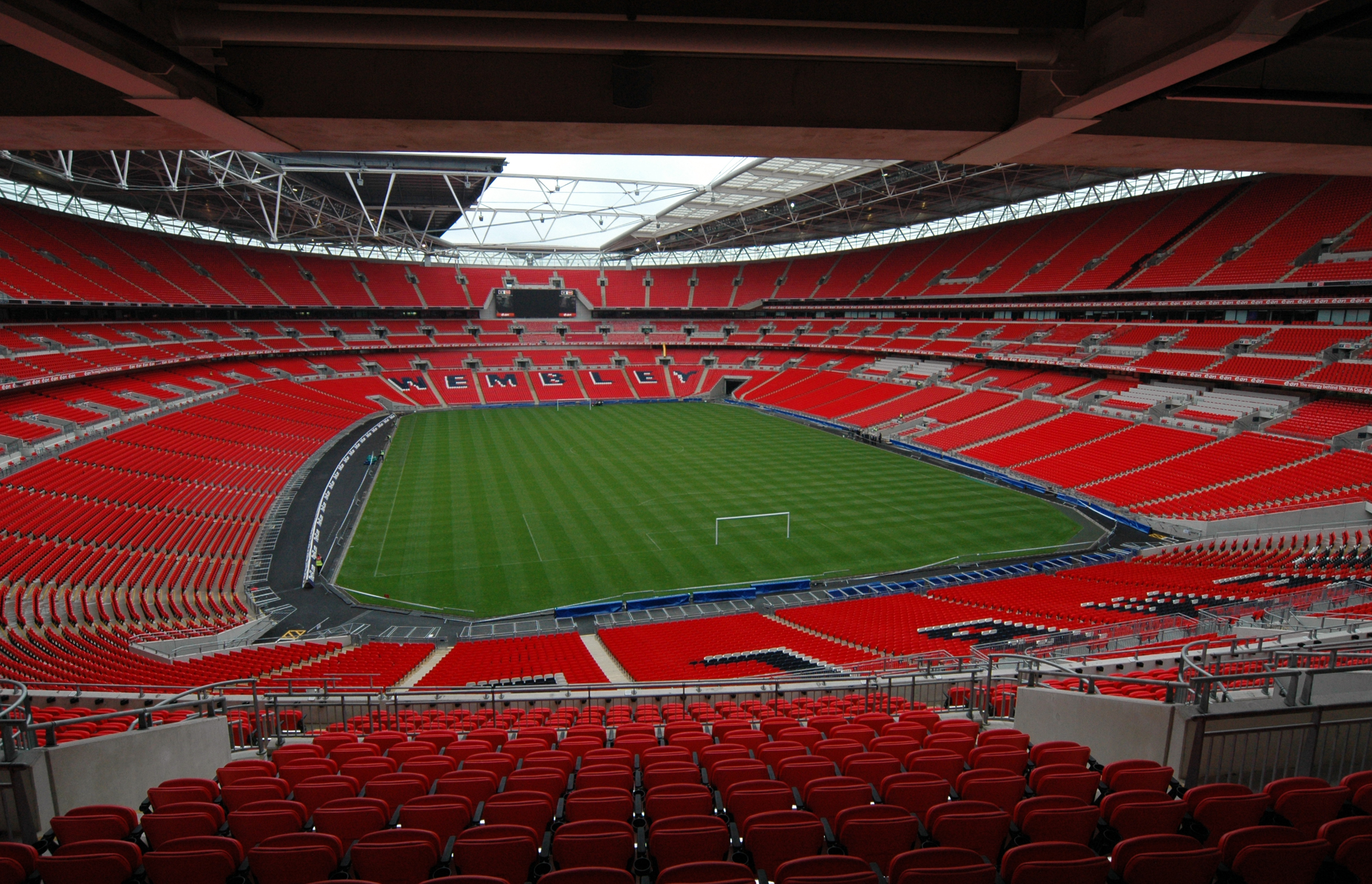
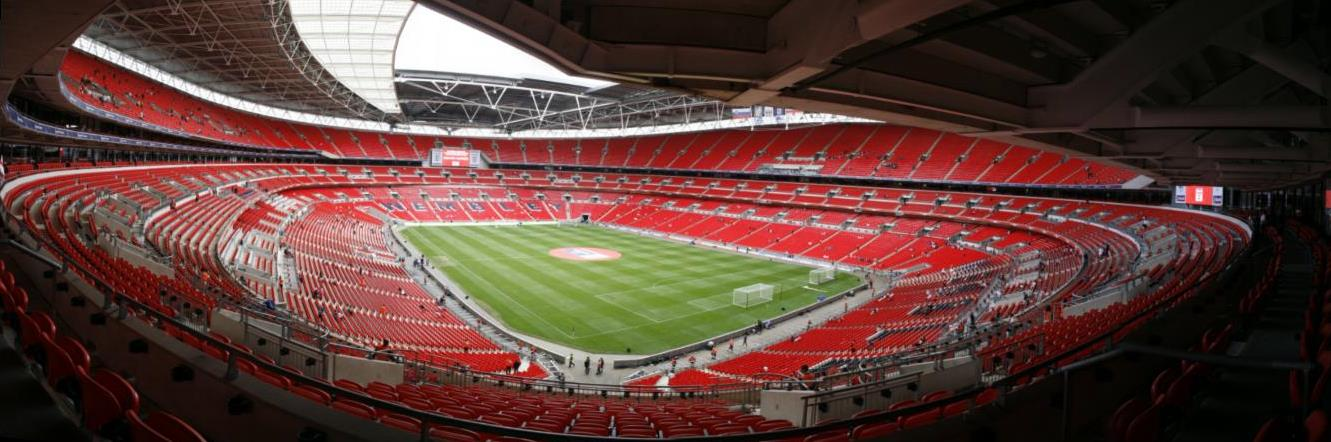
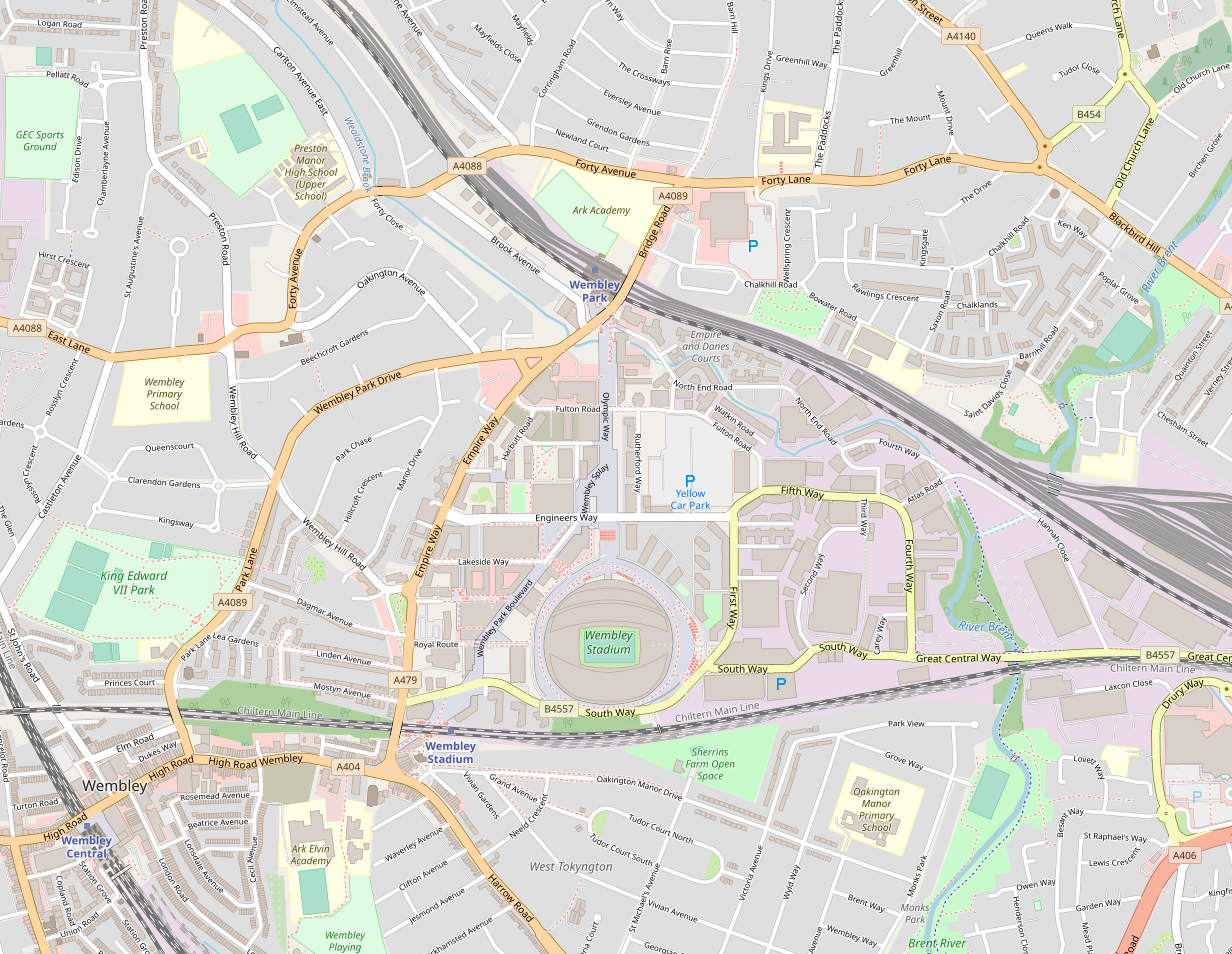
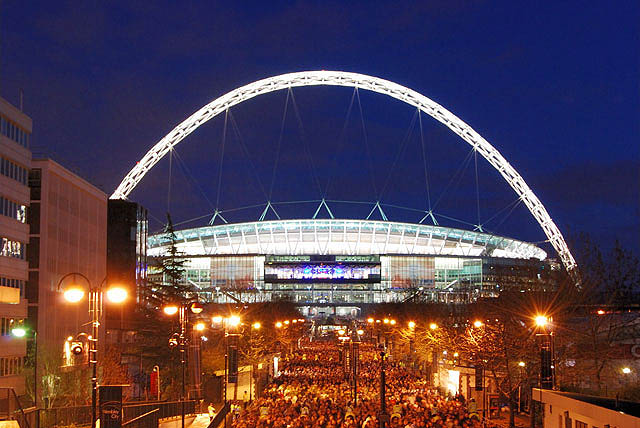
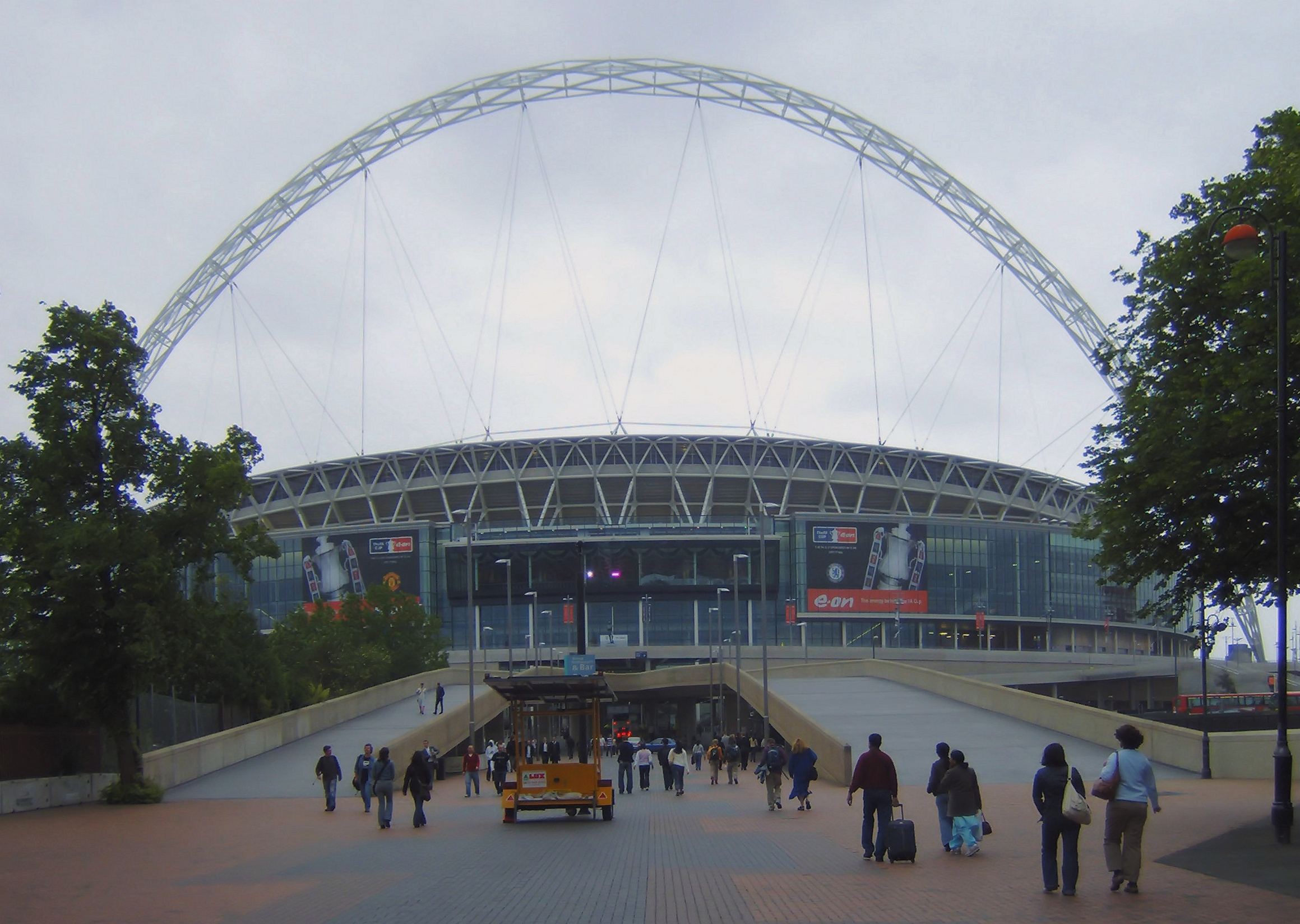
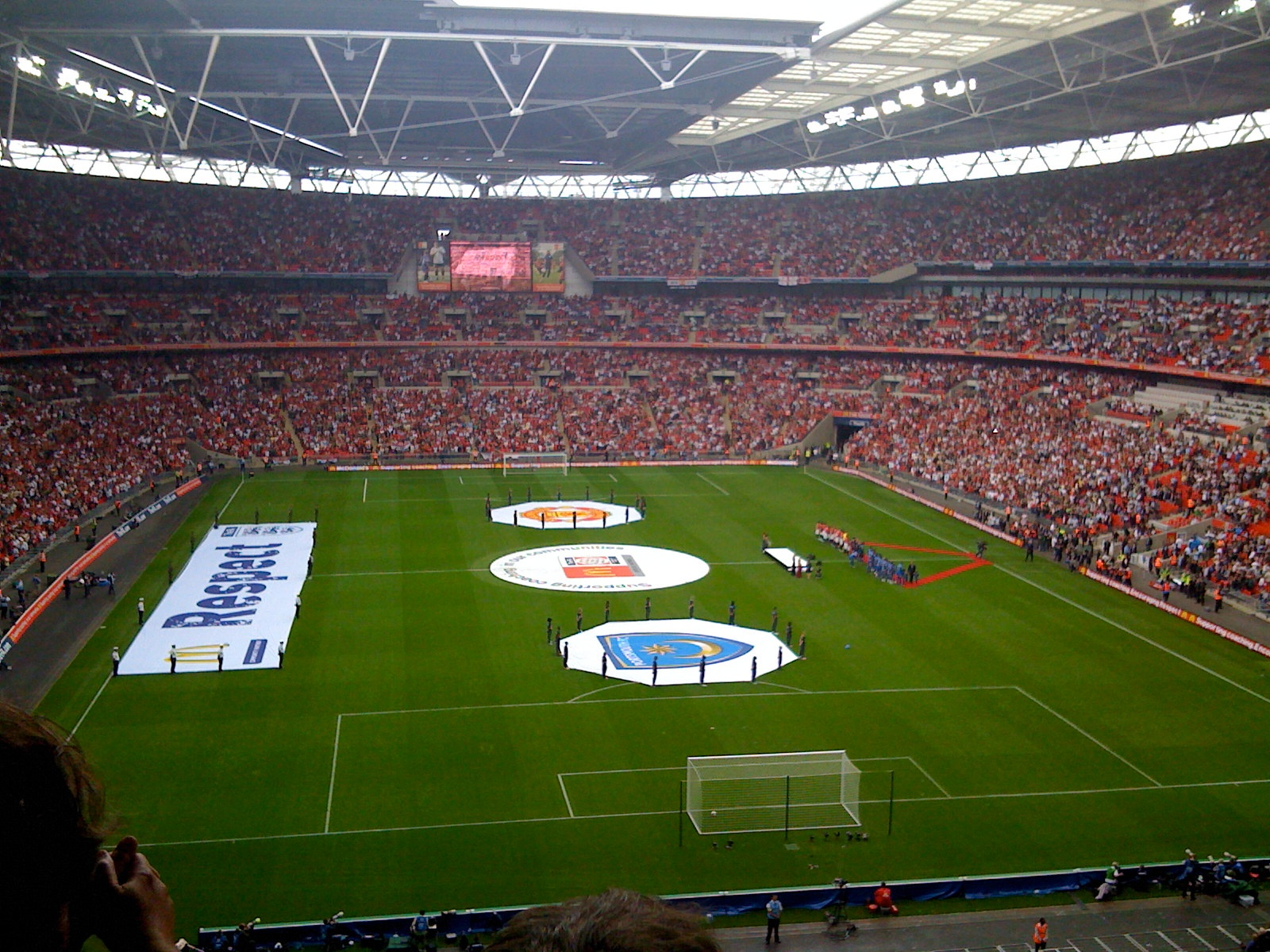
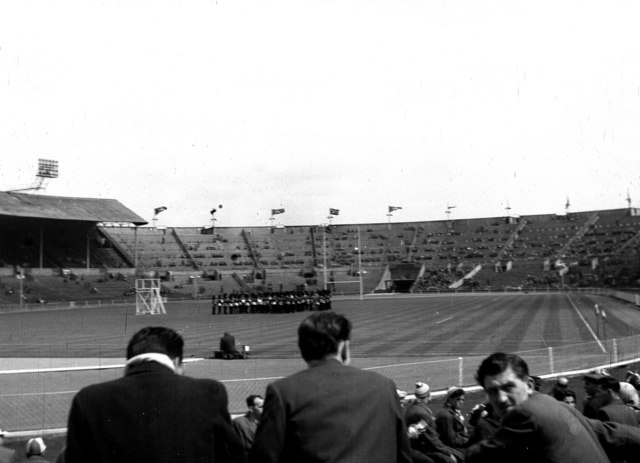
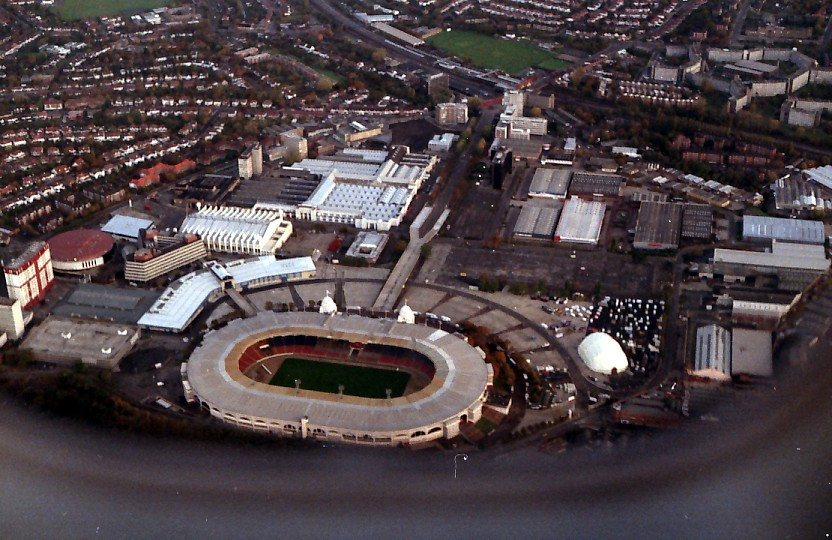
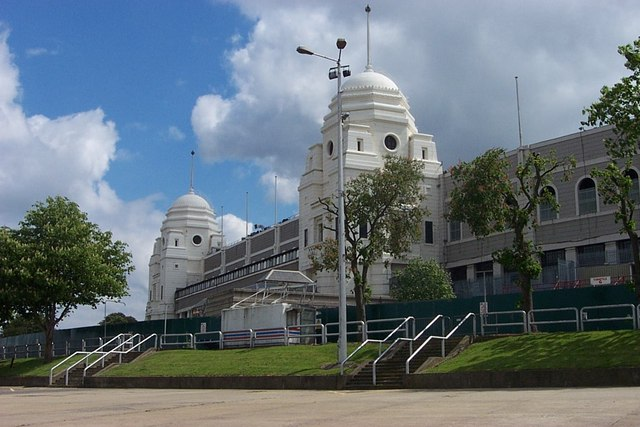
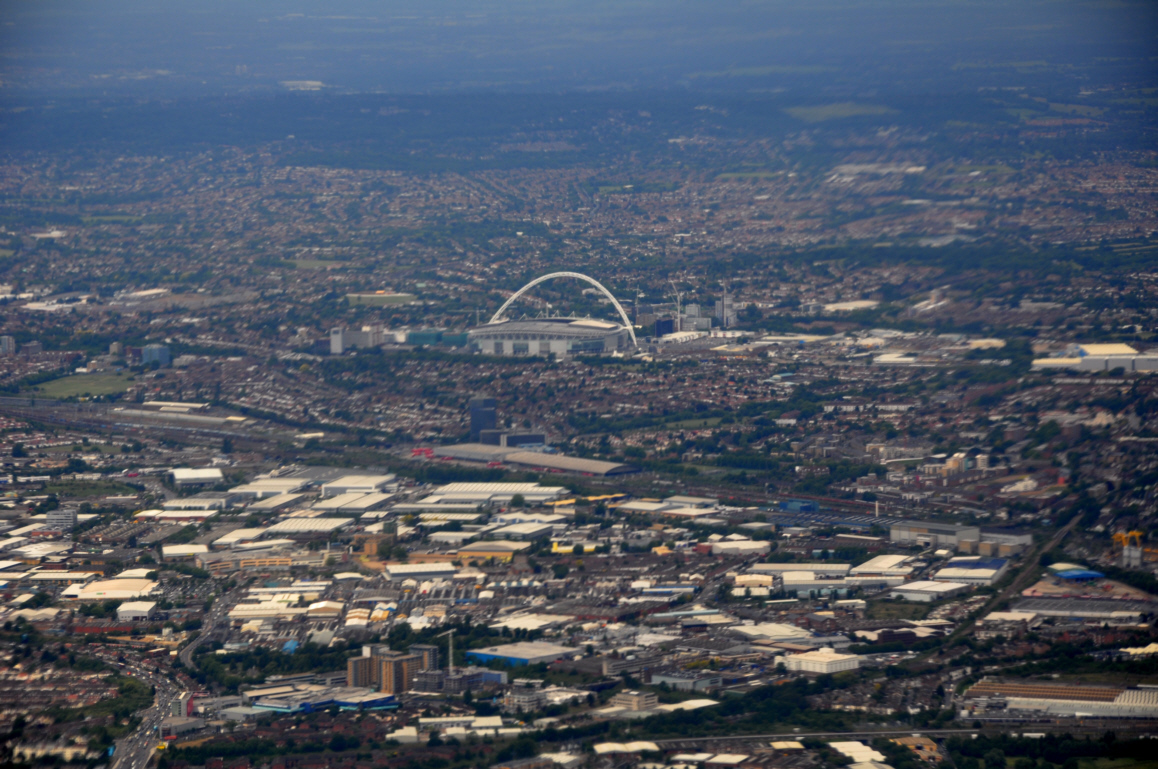
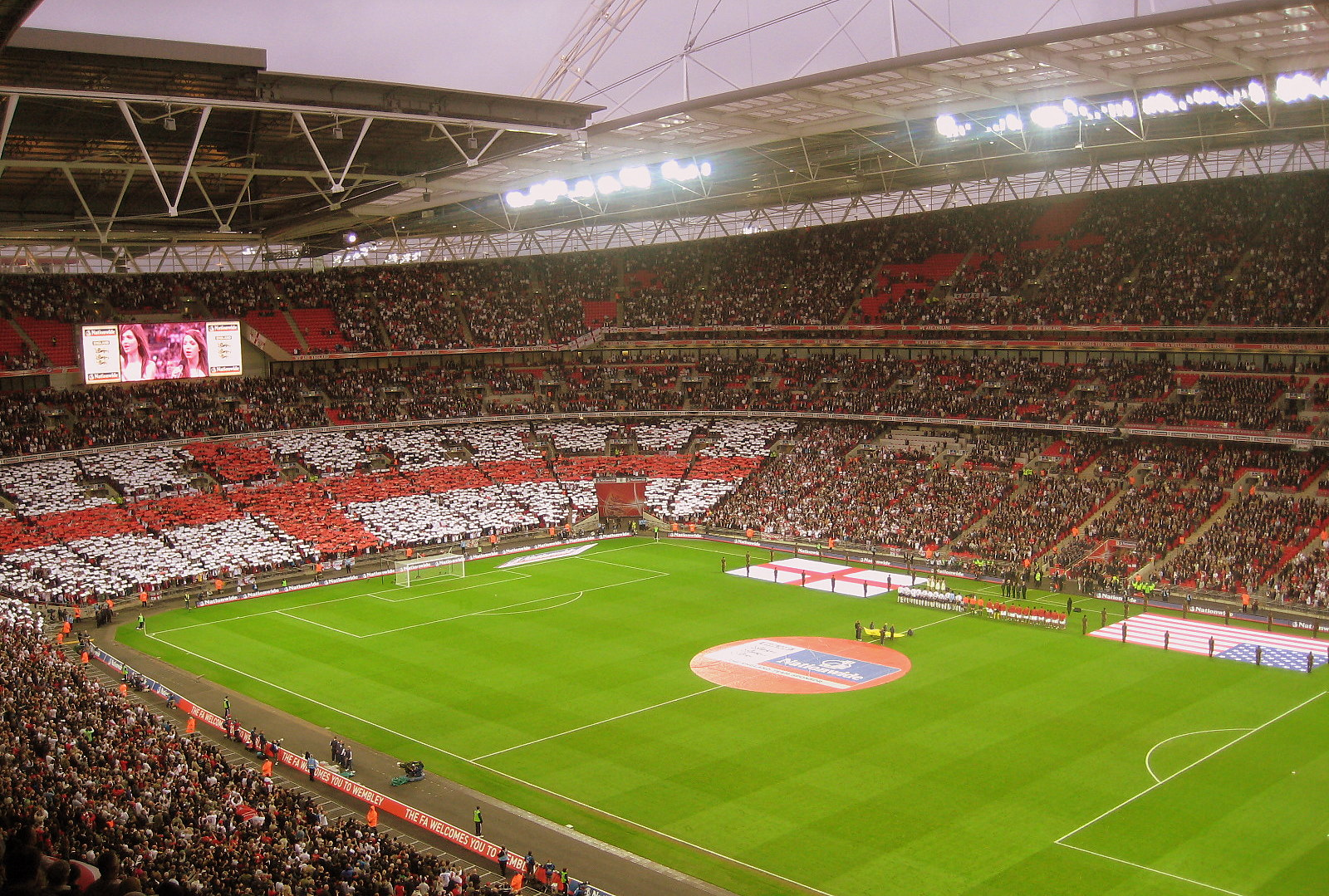